# Козлів Берег
Козлів Берег (біл. вёска Казлоў Бераг) — село в складі Березинського району Мінської області, Білорусь. Село підпорядковане Мачеській сільській раді, розташоване в східній частині області.